# 金慶珠
金 慶珠（キム・キョンジュ、朝: 김경주、1967年 - ）は、大韓民国 ソウル特別市出身の言語学者。学位は博士（学術）。東海大学教養学部国際学科教授。専門は、社会言語学、メディア論、朝鮮半島の文化と社会に関する研究。芸能事務所ホリプロ所属。

## 人物
ソウル特別市生まれの韓国人だが、幼少期を兵庫県芦屋市で過ごすなど（父親の仕事の都合で小学生時代に4年間、西宮に住んでいた）日韓両国に長い在住経験を持つ。
日韓両国語の母語話者であるネイティブスピーカー。
地上波テレビ番組への出演や韓国の新聞・ラジオにも寄稿や出演を行っている。

## 略歴
- 梨花女子大学校社会学科卒業。
- 韓国外国語大学校大学院修士課程修了。
- 東京大学大学院総合文化研究科博士課程修了。
- 2002年4月に東海大学外国語教育センター専任講師就任[3]。2007年4月に東海大学総合教育センター准教授、2009年から東海大学教養学部国際学科准教授。2016年に同教授に昇格。
- 2005年6月に東京大学に博士論文「場面描写談話における話者の視点、日韓両言語の表現構造とその中間言語への影響について」を提出し博士（学術）の学位を取得。同年、韓国仏教文化財団より韓日仏教文化学術賞を受賞。
- その他、日本の国際交流基金の日韓文化交流懇談会委員。
- 2006年4月より2012年3月まで6年間、朝日ニュースター『ニュースの深層』月曜日のキャスターを務めた

## 主張
- 従軍慰安婦問題については、軍の関与も強制性も、河野談話という日本政府の公式見解で認めているのだから、韓国の主張の方が正当性があるとしている[4]。
- 竹島問題については、領土問題は実効支配している方が強いため、韓国の主張の方が正当性があるとしている[4]。
- 日本における嫌韓の高まりは、日本と中国の力関係の逆転により、日本人の排外主義の対象が、中国から弱い韓国に矛先が変更されたためと分析している[5]。

## 著作
東海大学
- 東海大学『談話構成における話者の「視点」』2004-2005。 - 文部科学省科学研究費補助金研究成果報告書。
- 李元徳 共編著「日韓のメディア言説における視点」『日韓の共通認識 日本は韓国にとって何なのか?』東海大学文明研究所 監修、東海大学出版会、2007年8月5日。ISBN 978-4-486-01761-5。 - 文献あり。
- 東海大学教養学部国際学科 編「メディアリテラシー」『国際学のすすめ グローバル時代を生きる人のために』（第4版）東海大学出版会、2013年10月20日。ISBN 978-4-486-02008-0。 - 索引あり。

単著
- 『場面描写と視点 日韓両言語の談話構成とその習得』東海大学出版会、2008年2月20日。ISBN 978-4-486-01786-8。 - 文献あり。
- 『歪みの国・韓国』祥伝社〈祥伝社新書 320〉、2013年5月31日。ISBN 978-4-396-11320-9。
- 『日本が誤解される理由』東浩紀との対談を巻末に収録、イースト・プレス〈イースト新書 018〉、2013年12月8日。ISBN 978-4-7816-5018-0。
- 『嫌韓の論法』 (ベスト新書) （KKベストセラーズ、2014年10月9日） ISBN 978-4584124468
- 『恨の国・韓国』 (祥伝社新書) （祥伝社、2015年5月1日） ISBN 978-4396114060

共著
- 井上和彦 共著『悪韓論vs悪日論 日本と韓国はどちらが嘘をついているのか』双葉社〈双葉新書 077〉、2014年1月17日。ISBN 978-4-575-15427-6。
- 香山リカ 共著 『叩かれ女の正論』 (イースト新書) （イースト・プレス、2015年8月9日） ISBN 978-4781650562

## 出演

### テレビ番組
- ニュースの深層 （2006年4月～2012年3月、朝日ニュースター） - 月曜日キャスター
- ビートたけしのTVタックル （2008年7月～、テレビ朝日） コメンテーター
- 朝まで生テレビ! （2008年7月26日、2009年4月25日、2011年10月22日、2012年7月28日・9月1日・10月20日、2013年8月10日・9月15日、2014年1月1日・4月26日・5月31日、2015年8月15日、テレビ朝日） パネラー
- なかよしテレビ （2011年～2012年、フジテレビ） レギュラー
- サンデースクランブル （2011年12月18日・2014年5月4日、テレビ朝日）
- たかじんのそこまで言って委員会 （2012年1月22日・4月8日・4月15日・6月24日、2013年9月15日、2014年3月16日・6月22日・6月29日、2015年3月29日、読売テレビ） パネラー
- ネプリーグSP （2012年3月26日、フジテレビ）
- ゴールデンアワー （2012年4月～2012年9月、TOKYO MX） 月曜MC
- ノンストップ! （2012年4月～2013年3月、フジテレビ） コメンテーター
- 新報道2001 （2012年8月～、フジテレビ）
- ワイド!スクランブル （2011年1月～、テレビ朝日） コメンテーター
- いま世界は （2012年～、BS朝日） 月一コメンテーター
- たかじんNOマネーBLACK （2013年1月12日・2015年1月24日、テレビ大阪）
- 上田晋也の緊急報道!（2013年6月2日、TBS）
- 行列のできる法律相談所 （2013年6月16日、日本テレビ）
- 情報ライブ ミヤネ屋 （2013年6月18日・2014年5月6日、読売テレビ）
- ゲーム&クイズバラエティ ペケ×ポン （2013年9月13日・10月18日・11月29日、フジテレビ）
- 激論!コロシアム 〜これでいいのか?ニッポン〜 （2013年9月14日、テレビ愛知）
- モーニングCROSS （2014年4月～2020年、TOKYO MX） コメンテーター
- カツヤマサヒコSHOW （2014年4月19日、サンテレビ）
- 報道LIVE あさチャン!サタデー （2014年6月～、TBS） コメンテーター
- BSフジLIVE プライムニュース （2014年6月20日・2015年6月3日・8月10日・10月9日・11月3日・12月17日・2016年1月13日・2月5日など、BSフジ） コメンテーター
- チマタの噺 （2015年1月13日[6]、2015年3月24日[7]・5月19日・9月29日、2016年1月12日、テレビ東京）
- 白熱ライブ ビビット （2015年4月～、TBS） 隔週金曜コメンテーター[8]
- そこまで言って委員会NP （2015年6月21日・2016年1月24日・2月28日・3月27日・5月8日、読売テレビ） パネラー
- みんなのニュース （2015年6月22日・2015年8月14日、フジテレビ） コメンテーター
- 橋下×羽鳥の番組 （2016年7月4日・7月11日、テレビ朝日）
- バイキング 月曜日コーナーレギュラー・不定期出演
- ゴゴスマ〜GO GO!Smile!〜(CBCテレビ) 月曜コメンテーター・不定期出演

### テレビドラマ
- 記憶捜査2〜新宿東署事件ファイル〜 最終話（2020年12月4日、テレビ東京））-  コメンテイター（本人） 役
- だから殺せなかった 第4話（2022年1月30日、WOWOW）-  ワイドショーコメンテイター 役
- かしましめし 第7話・最終話（2023年5月22日・29日、テレビ東京） - パク・ソニョン 役

### ラジオ番組
- 大竹まことゴールデンラジオ （2012年6月25日、2013年11月25日、2015年6月1日、文化放送）